# Echeveria pulidonis
Echeveria pulidonis é uma espécie de planta pertencente à família Crassulaceae, nativa do México.